# ریچارد اشمهلیک
ریچارد اشمهلیک (انگلیسی: Richard Šmehlík؛ زادهٔ ۲۳ ژانویهٔ ۱۹۷۰) بازیکن هاکی روی یخ اهل جمهوری چک بود.
وی همچنین برندهٔ جوایزی همچون جام استنلی شده‌است.